# C18H26N4O2
C18H26N4O2（摩尔质量：330.43 g/mol）可以指：
- AB-PINACA，CAS号：1445752-09-9
- ADB-BUTINACA，CAS号：2682867-55-4

|  | 这个同类索引页列出了具有相同分子式的化学物（即同分異構體）条目。 除非您是有意链接至本页，否则应将相应条目的内部链接指向正确的条目。 |